# Gibson Marauder
Gibson Marauder (с англ. — «Гибсон Мародёр») — электрогитара компании Gibson, выпускавшаяся с 1974 по 1979 год. Это самая короткая серия выпуска среди цельнокорпусных гитар Gibson. Только единственная модель Gibson Marauder вышла в серию в 1974 году. Эта модель — попытка компании Gibson разрушить господство фирмы Fender над продажами синглов и гитар с болтовым соединением. Gibson Marauder изначально продавался за 400 долларов.

## Особенности модели
Модель Gibson Marauder имеет корпус с одним вырезом, кленовый гриф на болтах, а также головку грифа в стиле Flying V. Корпус Gibson Marauder мог быть сделан из ольхи, клёна или красного дерева. Накладка изготавливалась либо из палисандра (ранние модели) в традициях Gibson, либо из клёна (поздние модели) в стиле Fender с двадцатью двумя ладами. Все накладки из клёна имели точечную инкрустацию. Многие модели Marauder имели накладку из палисандра с трапециевидной инкрустацией.
Marauder также имеет изготовленные по заказу датчики Билли Лоуренса, загерметизированные в эпоксидную плёнку. Данная особенность, которая считалась передовой для своего времени, была и до сих пор остаётся лучшим качеством этой гитары. Гитара также имеет один хамбакер около грифа и один сингл с металлическим покрытием, установленный под углом к струнодержателю. Эта особенность очень сильно напоминает Fender Telecaster. В результате звучание модели оказалось более близким к гитарам Fender, чем к Gibson.
Ранние модели имели трёхпозиционный переключатель в нижней части корпуса, чтобы использовать один или оба датчика. Поздние модели были оснащены поворотным потенциометром для регулирования звучания двух звукоснимателей. В ещё более поздних моделях Marauder потенциометр располагался между регуляторами громкости и тона.
Все модели Marauder имели струнодержатель Tune-O-Matic и фиксирующую мензуру, а также закрытые колки и традиционные крепления ремня Gibson.
В опубликованных обзорах гитара описывалась как тяжёлая и прочная, но со слабыми звукоснимателями.
В связи с болтовым соединением грифа и необычными характеристиками, присущими моделям Fender, Gibson Marauder не пользовалась успехом среди гитаристов. Это было уже слишком, чтобы Fender нравился покупателям Gibson, и слишком, чтобы пользователи Fender предпочитали Gibson, чтобы насладиться игрой на гитаре. После вялотекущих продаж производство Gibson Marauder было прекращено в 1982 году. Она, однако, рассматривается с точки зрения твёрдости в качестве необычной, винтажной гитары.
В 1976—1977 годах, компания Gibson выпустила Marauder Custom, с премиум отделкой и конструкторскими деталями. Кроме того, начиная с 1976 года, компания Gibson начала производить модель Gibson S-1, напоминающую Marauder по внешнему виду, но с тремя сингловыми звукоснимателями. Она тоже оказалась непопулярной, и её производство прекратилось примерно в то же время, что и Marauder.

## Связь с группой Kiss
Модель Marauder активно рекламировалась рок-группой Kiss в 1970-х годах. Компания Gibson с этой группой зашла так далеко, что прозвала модель Marauder «топором Kiss». Существовала подписная модель Пола Стэнли под названием «Midnight Special» с подписью Стэнли на топе. Он и Эйс Фрейли активно фотографировались вместе с Gibson Marauder, но никогда не играли на них в живую. На открытом выступлении 1975 года можно видеть, как Пол Стэнли играет на своей «Midnight Special» во время исполнения песни «Deuce» (до появления на YouTube видео с «Midnight Special», Пола Стэнли можно видеть на всех трёх клипах группы Kiss с гитарой Gibson L-6S, не похожей на Marauder). Стэнли также пользовался ими в конце концерта для финального разгрома гитар.